# Пфафф, Майкл
Майкл Пфафф (англ. Michael Pfaff; род. 17 мая 1980; также известный как Tortilla Man) — американский музыкант, наиболее известный как один из ударников ню-метал группы Slipknot. Прежде чем присоединиться к группе, он играл в другой группе Шона Крейена Dirty Little Rabbits в качестве клавишника.

## Музыкальная карьера

### Slipknot
После увольнения давнего перкуссиониста Криса Фена в марте 2019 года на место ударника был приглашён Майкл.
Как и в случае участников группы Джея Вайнберга и Алекса Вентуреллы, его личность держалась в секрете из-за того, что он был только концертным участником. Фанаты прозвали его «Tortilla Man» из-за текстуры его маски, напоминающей тортилью. Однако, фанаты на сайте Reddit позже смогли идентифицировать его как Майкла Пфаффа по тому, как он двигается на сцене, его росту и отсутствию волос на голове. 16 марта 2022 года Slipknot официально раскрыли личность Tortilla Man как Майкла Пфаффа.

## Интересные факты
- Маска Пфаффа сделана по слепку с его собственной головы. Маска вывернута наизнанку, покрыта дополнительным латексом и раскрашена так, чтобы выглядеть больной, со ртом на молнии.[3]
- Его маска претерпела несколько изменений: с каждой стороны головы были добавлены отверстия, а часть шеи была удалена.
- В какой-то момент маска Майкла, казалось, распадалась, что, по мнению фанатов, начинало показывать другую маску под той, которую он уже носил, однако с тех пор распад, казалось, замедлился или полностью прекратился.
- Ходили слухи, что кто-то другой носил его маску в клипе «Unsainted», но на самом деле в клипе Пфафф был одет в клоунский комбинезон.[4]

## Личная жизнь
Пфафф учился в Музыкальной консерватории Новой Англии в Бостоне, где получил степень магистра музыки. Также учился в Университете Лоуренса в Эпплтоне, штат Висконсин, для получения степени бакалавра, также в области музыки. У него есть жена, и у них есть общий ребёнок.

## Дискография
Slipknot
- The End, so Far (2022)

Dirty Little Rabbits
- Breeding (2007)
- Simon (2009)
- Dirty Little Rabbits (2010)